# Rhipidia hoguei
Rhipidia hoguei är en tvåvingeart som först beskrevs av George W. Byers 1981.  Rhipidia hoguei ingår i släktet Rhipidia och familjen småharkrankar. Inga underarter finns listade i Catalogue of Life.